# Estimata alexii
Estimata alexii là một loài bướm đêm trong họ Noctuidae.